# Hamame

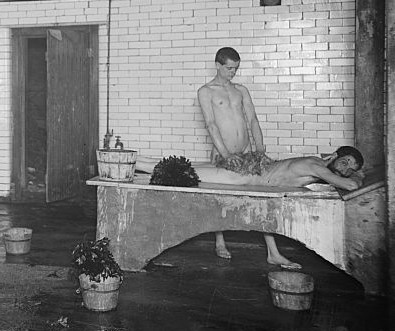
Um estabelecimento de banhos turcos de Nova Iorque fotografado em 1884

Hamame, hamam ou amã (do árabe حمّام; "água quente"), também conhecido como banho turco, banho a vapor ou sauna a vapor, é um tipo de banho que consiste em permanecer em um ambiente quente e cheio de vapor. Após algum tempo nesse ambiente, o banhista mergulha em ou se molha com água fria ou quente.

## História
Não se sabe ao certo quão antiga é a tradição do banho turco, mas certamente começou antes da era corrente. Já era conhecido na Grécia antiga e pelos lusitanos, e muito apreciado na Roma antiga, que possuía termas famosas. Os banhos a vapor foram posteriormente adotados por árabes, turcos e outros povos islâmicos, provavelmente por influência do próprio Maomé, no século VII e pela conquista do Império Bizantino, herdeiro do Império Romano e da cultura grega, pelos turcos, para quem o banho de vapor não era novidade, já que é uma tradição antiga na Ásia Central, de onde eles são originários. Não é claro se foram os povos orientais que adoptaram os banhos romanos ou se não teria sido ao contrário, isto é, poderão ter sido os gregos e romanos a imitarem os banhos de vapor cuja tradição é muita antiga no Oriente. Na Europa, o banho turco caiu em desuso na Idade Média, sendo restabelecido apenas no século XVII.

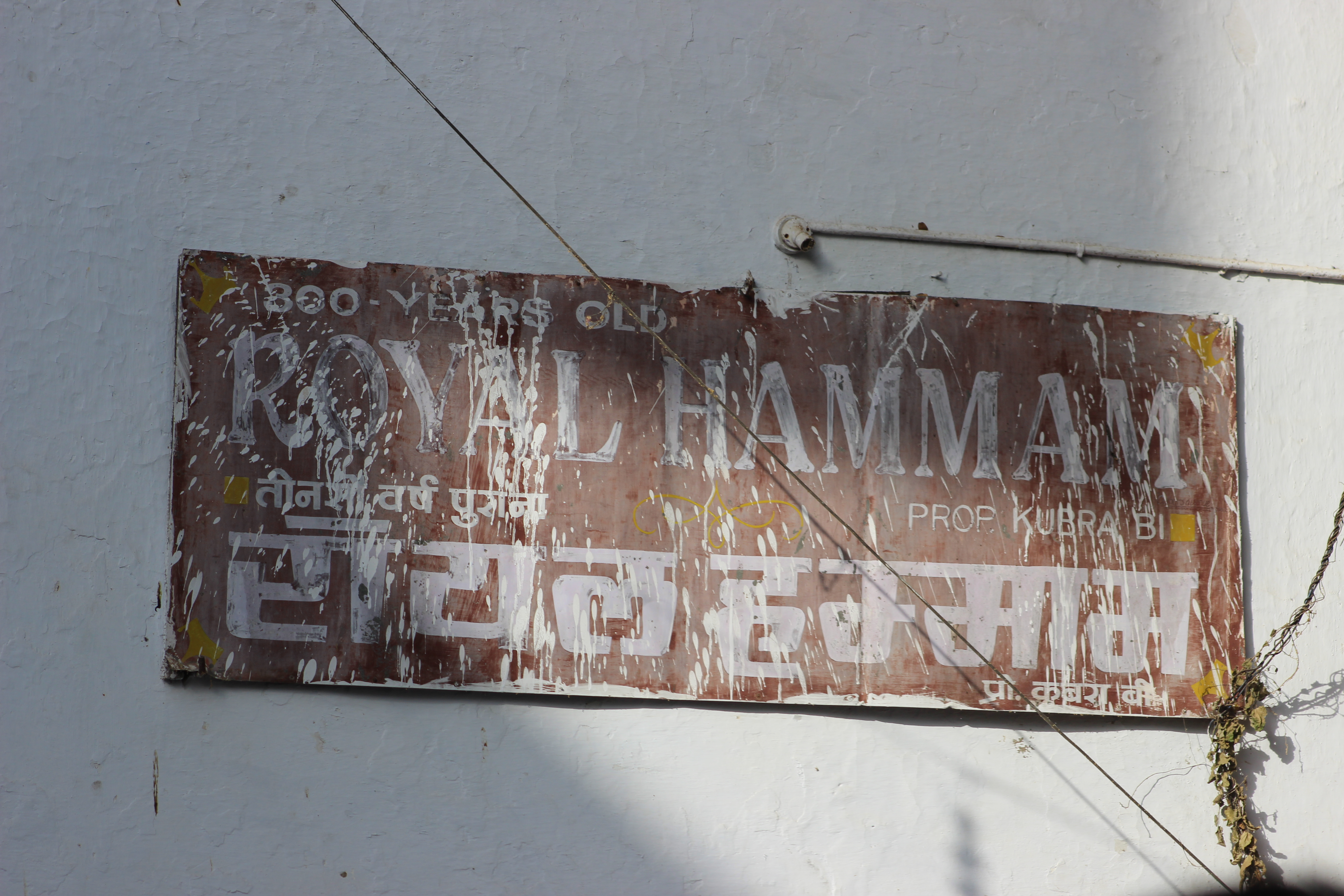
Royal Hamame Bhopal

## Banho turco e sauna
O banho a vapor é um tipo de sauna, mas difere da sauna seca, de origem finlandesa, porque na sauna seca o ambiente é seco e bem mais quente.

## Propriedades terapêuticas
A origem do banho turco parece estar associada a tratamentos médicos para desobstrução de poros e hidratação de pele. A transpiração abundante ajuda a eliminar as impurezas do corpo e é particularmente benéfica para as pessoas que têm retenção de líquidos.[carece de fontes?]
O banho a vapor não é recomendado a quem tem pressão alta, doenças cardíacas ou distúrbios de circulação. Essas pessoas podem frequentar a sauna a vapor, mas devem consultar um médico antes de tomar um banho turco.